# حقل أم خنصر
حقل أم خنصر هو حقل للغاز الطبيعي غير التقليدي في المملكة العربية السعودية أعلن وزير الطاقة الأمير عبد العزيز بن سلمان عن تمكن أرامكو السعودية من اكتشافه في 27 فبراير 2022.

## الموقع
يقع في منطقة الحدود الشمالية على بعد 71 كيلو متراً جنوب شرق مدينة عرعر.

## الإنتاج
تدفق الغاز من بئر أم خنصر-1 بمعدل مليوني قدم مكعبة قياسية في اليوم مع 295 برميلاً من المكثفات.